# Герб Парагвая
Герб Парагвая — один из государственных символов Парагвая. Его первый вариант датируется 1820 годом, когда страной управлял диктатор Франсия.
С 2013 года герб имеет следующее описание: «На нём будет надпись „Республика Парагвай“, нанесённая чёрными буквами на границе без цвета фона, шириной, равной одной двенадцатой части круга щита. Пальмовые и оливковые ветви, имеющие естественный цвет, должны быть переплетены у основания и изогнуты в пропорции, необходимой для границы. Пятиконечная звезда жёлтого цвета должна занимать геометрический центр без ограничительного круга».

## Исторические печати Парагвая

Печать (1823—1842).
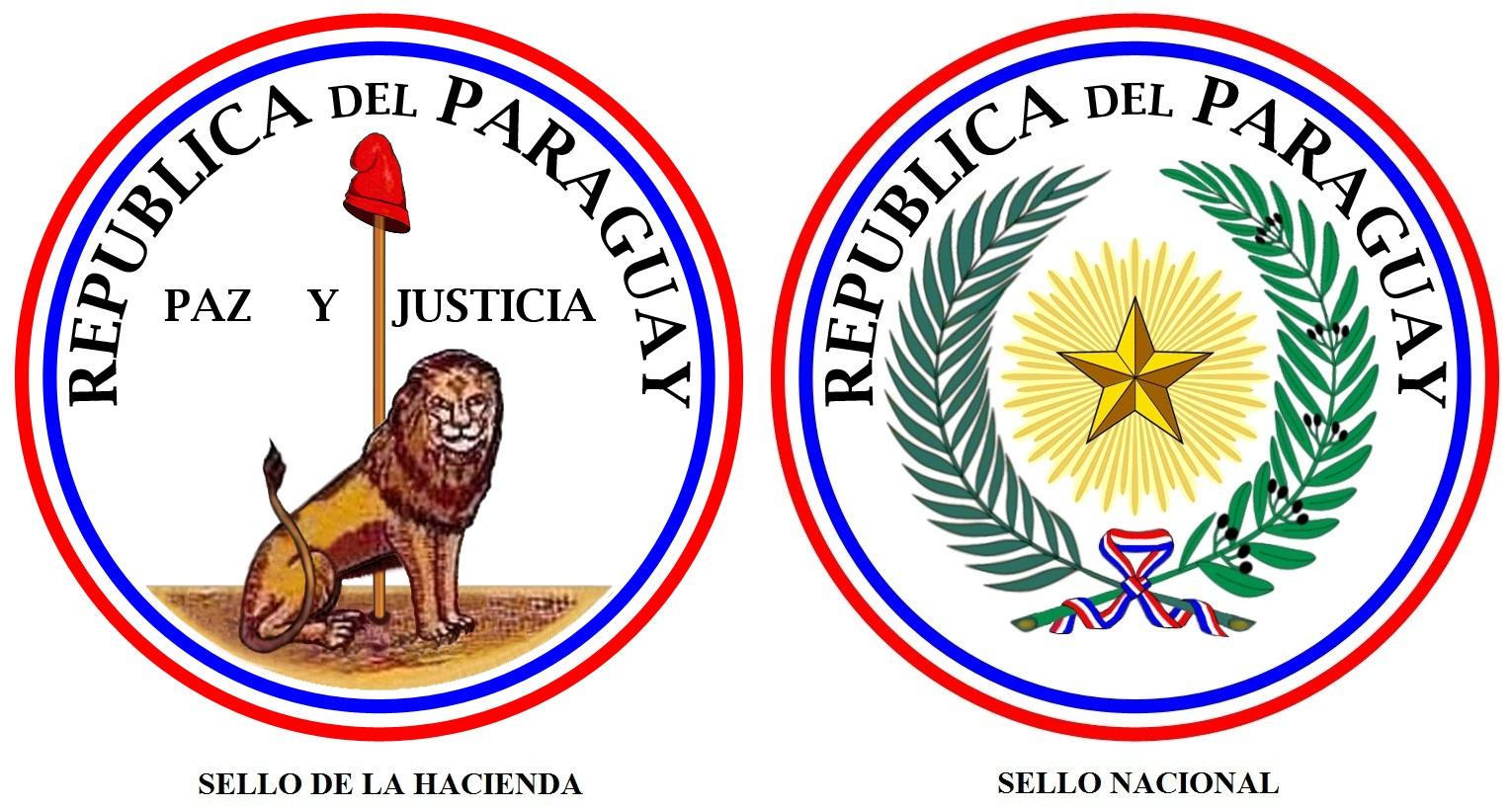
Реверс и аверс печати (1842—1957).
Аверс печати (1957—2013).
Реверс печати (1957—2013).
Реверс печати (с 2013).